# Aegokeras
Aegokeras (лат.) — монотипный род растений семейства Зонтичные. Произрастает в Турции.

## Таксономия
Род впервые был описан и опубликован Константэном Самюэелем Рафинеском в The Good Book  51 (1840).

### Виды
Род включает в себя только 1 вид:
- Aegokeras caespitosa (Sm.) Raf.
  - = Olymposciadium caespitosum (Sm.) H.Wolff
  - = Seseli caespitosum (Sm.)
  - = Carum caespitosum (Sm.) Boiss.